# Selma Rıza
Selma Rıza też jako: Selma Rıza Feraceli (ur. 5 lutego 1872 w Stambule, zm. 5 października 1931 tamże) – turecka pisarka i dziennikarka.

## Życiorys
Była córką osmańskiego dyplomaty Ali Rızy i austriackiej konwertytki Naile. Pierwsze nauki pobierała w domu. W 1898 wyjechała do Paryża, aby spotkać się tam ze starszym bratem Ahmetem Rızą, który był związany z ruchem młodotureckim. Pod jego wpływem przyłączyła się do ruchu (była w nim jedyną kobietą) i podjęła studia na paryskiej Sorbonie. W Paryżu pisała artykuły publikowane w pismach młodotureckich. Teksty podpisywała pseudonimami: Mechveret Supplément Français i Şura'i Himmet. W 1908 powróciła do Stambułu, gdzie pisała do czasopism Hanımlara Mahsus Gazete (Pismo dla kobiet) i do Kadınlar Dünyası (Świat Kobiet). W latach 1908–1913 pełniła funkcję sekretarza generalnego tureckiego Czerwonego Półksiężyca. Kilka lat później przekonała sułtana Abdülhamida do przekazania pałacu sułtańskiego Adile na szkołę z internatem dla dziewcząt. Selma zajęła się adaptacją pałacu do funkcji dydaktycznych. Szkoła znana jako Kandilli działała do 1986.
Była pierwszą dziennikarką turecką. W 1897 napisała nieopublikowaną powieść Uhuvvet (Przyjaźń). Wydano ją dopiero w 1999 nakładem tureckiego ministerstwa kultury.